# Автокран КС-55712 «Броварчанець»

КС-55712 «Броварчанець» — український автокран, розроблений у Броварах заводом «Стріла», на основі шасі КрАЗ-65101.

## Характеристики
- Вантажопідйомність максимальна: 25 т
- Виліт стріли: 22 м
- Колісна база: 4,88+1,4 м
- Колія передніх коліс: 2,03 м
- Колія задніх коліс: 1,825 м
- База виносних опор: 3,85 м
- Відстань між виносними опорами: 5,2 м
- Задній габарит: 3,49 м
- Радіус повороту: 13,0 м